# BENEFRI

Le réseau BENEFRI est une association entre les universités de Berne, Neuchâtel et Fribourg. Il permet notamment aux étudiants d'une université partenaire de suivre certains cours dispensés dans les deux autres.